# Бартосік Олександр Васильович
Олександр Васильович Барто́сік (нар. 13 лютого 1966, Іваньки) — український скульптор.

## З біографії
Народився 13 лютого 1966 року в селі Іваньках (нині Уманський район Черкаської області, Україна). 1989 року закінчив Львівське училище прикладного мистецтва імені Івана Труша, де навчався в Остапа Лучинського, В. Трофимлюка.
Мешкає у Києві в будинку на вулиці Північній № 54а, квартира № 71.

## Творчість
Автор скульптур:
- «Погляд» (1991, метал, ковка[1]);
- «Бажання» (1992, метал, ковка[1]);
- «Двоє» (1992, метал, ковка);
- «Злиття» (1993, метал, ковка[1]);
- «Унісон» (1999, метал, дерево[1]);
- «Думка» (1999, дерево, різьблення[1]);
- «Нерозривне кільце» (2001, мармур, різьблення);
- «Сороміцьке танго» (2003);
- «Сльоза кохання» (2003);
- «Осіння пані» (2003, сталь, ковка).

Бере участь в обласних та всеукраїнських виставках з 1988 року. Лауреат 1-ї премії виставки «Імпреза — 93», що відбулася в Івано-Франківську.